# Yamba Asha
João Osvaldo Yamba Asha (31 luglio 1976) è un ex calciatore angolano, di ruolo difensore.
Nel 2006 è stato trovato positivo al doping e squalificato per 9 mesi, saltando così i Mondiali 2006.